# Garden City (Missouri)
Garden City é uma cidade localizada no estado americano de Missouri, no Condado de Cass.

## Demografia
Segundo o censo americano de 2000, a sua população era de 1500 habitantes.
Em 2006, foi estimada uma população de 1667, um aumento de 167 (11.1%).

## Geografia
De acordo com o United States Census Bureau tem uma área de
4,5 km², dos quais 4,5 km² cobertos por terra e 0,0 km² cobertos por água. Garden City localiza-se a aproximadamente 281 m acima do nível do mar.

## Localidades na vizinhança
O diagrama seguinte representa as localidades num raio de 20 km ao redor de Garden City.